# 文华学院
文华学院，原华中科技大学文华学院，建于2003年，曾是一所隶属于华中科技大学的独立学院，由华中科技大学与武汉美联地产有限公司共同举办。学校于2004年8月搬迁至武汉东湖新技术开发区，并于2012年通过新增学士授权单位级授权专业合格评估。2014年5月文华学院与华中科技大学脱离隶属关系，改为现名，由独立学院转设为民办普通本科学校。

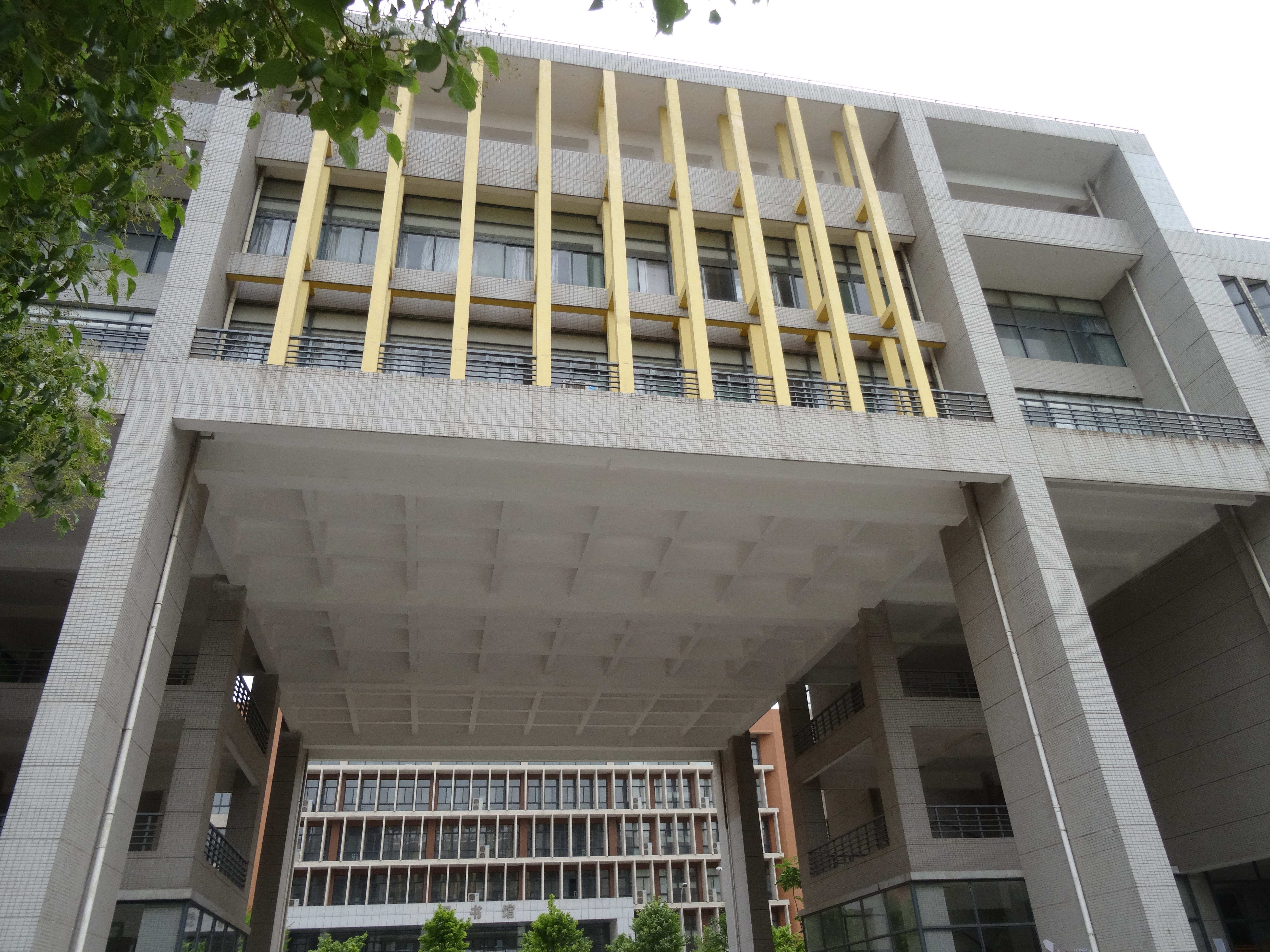
文华学院-主教学楼

## 校园文化

### 校徽解读
学校校徽为蓝底，字为白色与红枫色相间，或纯白色与红枫色。上为英文名称，下为文华学院标识字体，中间为文华学院汉语拼音的首位大写字母“WH”。
寓意为：文思华彰、文心华采、文华灼灼、美丽如花，预示着文华学院将不断培养出文化底蕴深厚，有个性特色的高素质人才。
文华学院”校名字体依据“华中科技大学”的字体而书，是仿毛泽东书法体，并进行了局部修饰，只有“文”字是用毛体笔划重造的字，意在继承华中科技大学的光荣传统和办学理念，使“华中科技大学文华学院”字体文风保持一致。

### 校训含义
博学笃志，本立道生

“博学笃志”，语出《论语·子张篇》：“博学而笃志，切问而近思，仁在其中矣。”“博学”意味着广泛地吸取人类优秀文化，不断开拓自己的思维与视野，拥有博大的胸怀和开放的心态；“笃志”则指树立远大的理想并坚守自己的志向。“博学笃志”，意在勉励文华人要像海绵一样汲取广博的知识，积淀深厚的文化底蕴，从中挖掘自己的潜能并立下远大的志向，然后一心一意坚守自己的志趣，实现人生理想。
“本立道生”，语出《论语·学而篇》：“君子务本，本立而道生。”意为君子要专注于做基础的事情，基础的事情做好了，“道”就会自然产生。
“笃志而体，君子也”（《荀子·修身篇》），具有坚定意志并能付诸实践的人，才是君子。
“本立道生”，则是告诫文华人，拥有广博的知识、树立了远大志向还不够，还应从点点滴滴的小事做起，踏踏实实、一步一个脚印，通过不断地努力和实践，方能最终参悟做人与治学的道理与方法，修得君子的道德与人格，走上实现理想的光明道路。
“博学笃志，本立道生”，二者既辩证统一，又层层增进，且与文华学院“育人为本，质量第一”的办学宗旨和“以学生为中心”的核心教育理念契合一致。在广博中专一，发现并挖掘自己的潜能；在专一中立志，树立并坚守自己的远大志向，把个人人生理想融入到国家发展和民族复兴的伟业之中；然后脚踏实地，立好“本”，找到自己自由发展的空间，最终沿着“道”的指向，实现社会贡献与个人发展的结合。

## 历任院长
张勇传  2003年 7月  -  2010年10月
刘献君  2010年10月 -  2023年10月
陈奎生  2023年10月 -  至今

## 院系设置
| 学部                                         | 专业                                          |
| -------------------------------------------- | --------------------------------------------- |
| 信息科学与技术学部 （ 页面存档备份 ，存于 ） | 通信工程                                      |
| 信息科学与技术学部 （ 页面存档备份 ，存于 ） | 计算机科学与技术                              |
| 信息科学与技术学部 （ 页面存档备份 ，存于 ） | 电子信息工程                                  |
| 信息科学与技术学部 （ 页面存档备份 ，存于 ） | 软件工程                                      |
| 信息科学与技术学部 （ 页面存档备份 ，存于 ） | 光电信息科学与工程（5G通信智能光网络技术）    |
| 信息科学与技术学部 （ 页面存档备份 ，存于 ） | 计算机应用技术（中软国际大数据卓越班）        |
| 信息科学与技术学部 （ 页面存档备份 ，存于 ） | 物联网工程                                    |
| 机械与电气工程学部 （ 页面存档备份 ，存于 ） | 智能制造工程 （智能制造、3D打印与数字化设计） |
| 机械与电气工程学部 （ 页面存档备份 ，存于 ） | 智能电网信息工程                              |
| 机械与电气工程学部 （ 页面存档备份 ，存于 ） | 机械设计与制造                                |
| 机械与电气工程学部 （ 页面存档备份 ，存于 ） | 电气工程及其自动化                            |
| 机械与电气工程学部 （ 页面存档备份 ，存于 ） | 能源与动力工程(新能源)                        |
| 机械与电气工程学部 （ 页面存档备份 ，存于 ） | 增材制造工程                                  |
| 机械与电气工程学部 （ 页面存档备份 ，存于 ） | 机器人工程                                    |
| 城市建设工程学部 （ 页面存档备份 ，存于 ）   | 土木工程                                      |
| 城市建设工程学部 （ 页面存档备份 ，存于 ）   | 建筑学                                        |
| 城市建设工程学部 （ 页面存档备份 ，存于 ）   | 城乡规划                                      |
| 城市建设工程学部 （ 页面存档备份 ，存于 ）   | 给排水科学与工程                              |
| 城市建设工程学部 （ 页面存档备份 ，存于 ）   | 环境工程                                      |
| 城市建设工程学部 （ 页面存档备份 ，存于 ）   | 工程管理                                      |
| 城市建设工程学部 （ 页面存档备份 ，存于 ）   | 环境设计（智能室内设计、数字景观设计）        |
| 城市建设工程学部 （ 页面存档备份 ，存于 ）   | 视觉传达设计                                  |
| 城市建设工程学部 （ 页面存档备份 ，存于 ）   | 数字媒体艺术                                  |
| 城市建设工程学部 （ 页面存档备份 ，存于 ）   | 产品设计                                      |
| 城市建设工程学部 （ 页面存档备份 ，存于 ）   | 建筑工程技术                                  |
| 城市建设工程学部 （ 页面存档备份 ，存于 ）   | 工程造价                                      |
| 城市建设工程学部 （ 页面存档备份 ，存于 ）   | 环境监测技术                                  |
| 人文社会科学学部 （ 页面存档备份 ，存于 ）   | 新闻学(智能媒体传播)                          |
| 人文社会科学学部 （ 页面存档备份 ，存于 ）   | 网络与新媒体                                  |
| 人文社会科学学部 （ 页面存档备份 ，存于 ）   | 汉语言文学                                    |
| 人文社会科学学部 （ 页面存档备份 ，存于 ）   | 广告学（新媒体品牌运营与传播）                |
| 人文社会科学学部 （ 页面存档备份 ，存于 ）   | 法学                                          |
| 经济管理学部 （ 页面存档备份 ，存于 ）       | 会计学                                        |
| 经济管理学部 （ 页面存档备份 ，存于 ）       | 财务管理                                      |
| 经济管理学部 （ 页面存档备份 ，存于 ）       | 金融学                                        |
| 经济管理学部 （ 页面存档备份 ，存于 ）       | 国际经济与贸易                                |
| 经济管理学部 （ 页面存档备份 ，存于 ）       | 工商管理（数字化运营管理、数字化社区管理）    |
| 经济管理学部 （ 页面存档备份 ，存于 ）       | 电子商务                                      |
| 经济管理学部 （ 页面存档备份 ，存于 ）       | 市场营销（新零售运营）                        |
| 经济管理学部 （ 页面存档备份 ，存于 ）       | 大数据与财务管理                              |
| 外语学部 （ 页面存档备份 ，存于 ）           | 翻译                                          |
| 外语学部 （ 页面存档备份 ，存于 ）           | 日语                                          |
| 外语学部 （ 页面存档备份 ，存于 ）           | 应用英语                                      |
| 外语学部 （ 页面存档备份 ，存于 ）           | 英语                                          |
| 基础科学学部 （ 页面存档备份 ，存于 ）       | 舞蹈表演（体育舞蹈、中国舞）                  |